# 埃塞奎博圭亚那

委內瑞拉行政區劃圖，埃塞奎博圭亚那地區以紅色斜線表示

埃塞奎博圭亚那（西班牙語：Guayana Esequiba），又称埃塞奎博地区（Región del Esequibo）、埃塞奎博领地），是南美洲委内瑞拉以东延伸至巴西北端的海岸地区。该地区原为西班牙的殖民地，但经过历史上各西方国家的反复争夺，目前实际上已分属委内瑞拉、圭亚那、苏里南、法属圭亚那和巴西等国家和地区。
在委内瑞拉，“埃塞奎博圭亚那”一詞又專指圭亞那埃塞奎博河西岸地區。委内瑞拉從未放棄對此地區的領土要求。該地區佔蓋亞那領土面積的62%。委內瑞拉與圭亞那至今就該地區仍持續有領土爭端。
2024年3月，委內瑞拉賦予埃塞奎博圭亚那州的地位，即認定埃塞奎博圭亚那是委內瑞拉的一個州。

## 外部連結
- 圭亚那的三分之二国土，为什么与委内瑞拉存在争议？ （页面存档备份，存于）

6°18′N 59°42′W / 6.3°N 59.7°W